# Mimozaika
Mimozaika – album zespołu Voo Voo zawierający muzykę skomponowaną specjalnie dla spektaklu Popioły w reżyserii Mirosława Olszówki zrealizowanego przez lubelski teatr Scena Ruchu. Spektakl inspirowany malarstwem Edvarda Muncha. Premiera spektaklu – jesień 1991. Płytę nagrano w Studio Wawrzyszew.

## Tło powstania
Ludzie ze Sceny Ruchu widzieli nas na koncercie w Lublinie, potem zaprosili na własny spektakl. Niektóre sceny z Popiołów były już wtedy gotowe i chcieli, aby nagrać im rzeczy podobne w tempach i klimatach. Nie zgadzałem się z tym, bo za wzór miał posłużyć Vollenweider i stare, mędliwe pinkfloydy nieszczególnie dobrane. W końcu bazując na istniejących podziałach rytmicznych zbudowaliśmy nową formę, która – naszym zdaniem – może funkcjonować samodzielnie.

## Lista utworów
źródło:.
| 1. | „Może i tak”                                  | 4.09  |
|    | Waglewski                                     |       |
| 2. | „Cała ta kraina”                              | 4.26  |
|    | Waglewski                                     |       |
| 3. | „Wotulinie”                                   | 7.24  |
|    | M. Pospieszalski                              |       |
| 4. | „Orientacja”                                  | 5.36  |
|    | M. Pospieszalski                              |       |
| 5. | „Pomiędzy”                                    | 3.04  |
|    | Waglewski                                     |       |
| 6. | „W apsydzie”                                  | 6.39  |
|    | J. Pospieszalski                              |       |
| 7. | „Cień ptaka”                                  | 4.04  |
|    | Waglewski                                     |       |
| 8. | „Prawdziwie w jedności”                       | 7.30  |
|    | Waglewski, J. Pospieszalski, M. Pospieszalski |       |
|    |                                               | 42:52 |
|    |                                               |       |

## Twórcy
źródło:.
- Wojciech Waglewski – gitary, instrumenty klawiszowe, głos
- Jan Pospieszalski – gitara basowa, gitara akustyczna, instrumenty klawiszowe, głos
- Mateusz Pospieszalski – saksofon sopranowy i altowy, obój, sitar, instrumenty klawiszowe, głos
- Piotr Żyżelewicz – perkusja, instrumenty perkusyjne, dzbanek

gościnnie
- Anja Orthodox – głos w utworze 6.

personel
- Realizacja i remix: Wojciech Przybylski
- Produkcja: Voo Voo
- Okładka: Paweł Wroniszewski (1 wydanie, 1991)[4], Jarek Koziara (2 wydanie, 1999)[5]